# Calystegia
Calystegia és un gènere de plantes que conté unes 25 espècies. Aquest gènere té una distribució cosmopolita en les regions temperades i subtropicals però aproximadament la meita de les seves espècies són endemismes de Califòrnia Són plantes herbàcies anuals o perennes de tija flexible que fan d'1 a 5 metres de llargada. Les seves flors tenen la forma de trompetes, 3-10 cm de diàmetre de color blanc o rosades i de vegades tenen la part basal del calze inflada.
Aquest gènere està relacionat estretament amb el de les corretjoles (Convolvulus)
Algunes espècies, especialment Calystegia sepium i C. silvatica, són males herbes problemàtiques però d'altres es cultiven com planta ornamental per les seves flors
El nom d'aquest gènere deriva de les paraules del grec kalux, "copa", i stegos, "una coberta", que significa "una copa que cobreix".

## Algunes espècies
- Calystegia affinis
- Calystegia atriplicifolia – Nightblooming False Bindweed
- Calystegia catesbiana – Catesby's False Bindweed
- Calystegia collina – Coast Range False Bindweed
- Calystegia hederacea –
- Calystegia japonica –
- Calystegia longipes – Paiute False Bindweed, Plateau Morningglory
- Calystegia macaunii – Macoun's False Bindweed
- Calystegia macrostegia – Island False Bindweed
- Calystegia malacophylla – Sierra False Bindweed
- Calystegia occidentalis – Chaparral False Bindweed
- Calystegia peirsonii – Peirson's False Bindweed
- Calystegia pellita – Hairy False Bindweed
- Calystegia pulchra – Hairy Bindweed
- Calystegia purpurata – Pacific False Bindweed
- Calystegia sepium – Campaneta de la Mare de Déu, Large Bindweed, Hedge Bindweed, Bearbind, Hedgebell
- Calystegia silvatica – Great Bindweed, Shortstalk Bindweed
- Calystegia soldanella – Campaneta de mar, Sea Bindweed, Seashore False Bindweed, Beach Morning Glory
- Calystegia spithamaea – Low False Bindweed, Upright Bindweed
- Calystegia stebbinsii – Stebbins' False Bindweed, Stebbins' Morning Glory
- Calystegia subacaulis – Hillside False Bindweed
- Calystegia tuguriorium – de Nova Zelanda, Pōuwhiwhi, Pōwhiwhi, Rarotawake